# 浙江省杭州第十四中学
浙江省杭州第十四中学是浙江省历史最悠久的著名中学之一，创办于1904年。学校1978年被定为市重点中学，1981年列为浙江省重点中学，1996年被确认为省一级重点中学。获得了全国先进单位、省文明学校、省文明单位等40余项集体荣誉称号。2008年，学校再次被评为杭州市人民满意学校。
2011年，杭十四中分校康桥校区开始招生。2012年AP国际部开始招生。2020年，艮山中学被并入杭州第十四中学教育集团。
学校于1912年定“勤、敬、洁、朴”为校训，作为培养新时代妇女的规范。郑晓沧曾长期任校长。马寅初、苏步青等名师曾在此任教。中国政界人士张琴秋、刘锡荣，著名教育家吴贻芳，著名科学家邱爱慈、张淑仪，著名电影表演艺术家王晓棠，著名作家王旭烽，影星汤唯，童星徐娇，三国杀发明者“楼教主”楼天成等都曾为杭十四中校友。

## 百年历程
- 1904年，杭州教育会发起创办女学，5月2日正式成立，定名“杭州女学校”。[1][2]
- 1907年正月，改名为杭州女子师范学堂。[1]
- 1911年，改校名为浙江官立女子师范学堂。
- 1912年，改校名为浙江省立女子师范学校。
- 1923年秋，改校名为浙江省立女子中学校。
- 1927年8月，省立女子中学校与省立第一中学校合并为浙江省立第一中学。
- 1931年6月，省立第一中学女生部恢复独立为浙江省立女子中学，并增设高中部。
- 1933年8月，改称浙江省立杭州女子中学。
- 1937年11月，日军在杭州湾登陆，学校迁至桐庐。
- 1938年2月，学生送至丽水碧湖参加战时训练。
- 1938年8月，丽水的七所省立学校组成浙江省立临时联合中学，设高中、初中和师范三部。
- 1941年春，恢复了浙江省立杭州女子中学。
- 1947年初，筹备恢复浙江省立杭州女子中学。
- 1952年，弘道女子中学初中部并入。
- 1954年，惠兴女子中学高中部并入。
- 1956年，学校改名为杭州女子中学。
- 1958年，学校改名为西湖中学，男女合校，附设师专班。
- 1959年秋，仍恢复女校杭州女子中学，师专班并入杭州师专，男生转入其他中学。
- 1968年5月，学校改名为杭州五七中学，男女合校。
- 1971年9月，学校改名为杭州市第十四中学。
- 1978年，被定为杭州市重点高中。
- 1981年，被定为浙江省重点高中。
- 1996年1月被评定为浙江省一级重点中学。
- 2000年，与杭州第十二中学合并，沿用杭十四中校名
- 2004年，杭十四中100周年校庆。
- 2011年，杭十四中分校康桥校区开始招生。
- 2012年，AP国际部开始招生。
- 2013年，成为杭州市属学校中第一批获批承办孔子课堂的高中。

## 校园文化
- 校风：勤奋、和谐、严谨、创新
- 校训：正气、大气、灵气
- 校歌：《风帆之歌》
- 教育理念：规范、有序、和谐、发展

## 历任校长
| 序号                  | 姓名             | 任职时间          |
| --------------------- | ---------------- | ----------------- |
| 1                     | 顾文郁           | 1904.5 — 1907.7   |
| 2                     | 顾文郁           | 1907.7 － 1909.7  |
| 3                     | 邵 菉            | 1909.7 － 1911.4  |
| 4                     | 郑在常           | 1909.7 － 1911.4  |
| 5                     | 叶谦             | 1916.1 － 1927.3  |
| 6                     | 郑宗海（郑晓沧） | 1925.7 — 1927.3   |
| 7                     | 戴学南           | 1927.4            |
| （校长代理）          | 孙学辉           | 1927.4 — 1927.8   |
| 8                     | 孙简文           | 1927.8 — 1938.2   |
| 9                     | 夏岂             | 1941.1 — 1944.6   |
| 10                    | 吴振英           | 1944.6 — 1945.9   |
| 11                    | 王守梅           | 1947.8 — 1949.7   |
| 12                    | 袁心粲           | 1949.8 — 1953.7   |
| 13                    | 张学理           | 1953. 8 — 1965.12 |
| 14                    | 王鸿礼           | 1965.12 — 1967.11 |
| 15 （改称革委会主任） | 吴龄             | 1967.11 — 1979.2  |
| 16                    | 郑炎             | 1979.2 — 1979.12  |
| （代校长）            | 詹金清           | 1980.1 — 1981.2   |
| 17                    | 张志武           | 1981.2 — 1984.7   |
| 18                    | 詹金清           | 1984.7 — 1989.7   |
| 19                    | 孙祖瑛           | 1989.7 — 1997.7   |
| 20                    | 赵碧野           | 1997.7 — 2006.7   |
| 21                    | 邱锋             | 2006.7 — 2019.8   |
| 22                    | 唐新红           | 2019.8 — 2021.8   |
| 23                    | 何东涛           | 2021.8 — 至今     |

## 著名校友
- 张淑仪，中国科学院院士、著名女物理学家。
- 邱爱慈，中国工程院院士。
- 张琴秋，红军女将领，纺织工业部第一任副部长。
- 王晓棠少将，原八一电影制片厂厂长，中国电影家协会副主席，著名的电影表演艺术家，一级演员。
- 沈伟光少校，浙江省委、国务院经济体制改革办公室任职，科幻軍事小說信息战作家。
- 楼天成，清华大学计算机系研究生，“中国大学生计算机编程第一人”。
- 汤唯，影星（初中部校友。其在校时十四中尚有初中部，现仅为高中教学）。
- 徐娇，童星，演员（后转学海外）。

## 外部連結
- 杭州第十四中学 （页面存档备份，存于）